# Dollar Rent A Car
Dollar Rent A Car ist ein auf Franchising-Basis arbeitendes US-amerikanisches Mietwagenunternehmen mit 660 Geschäftsstellen.

## Geschichte
Dollar Rent A Car wurde im Jahr 1965 in Los Angeles, Kalifornien gegründet. 1990 kaufte der Automobilkonzern Chrysler das Unternehmen. 
Unter dem Dach von Chrysler arbeiteten die Autovermieter Dollar Rent A Car, Thrifty Rent A Car, Snappy Rent A Car und General Rent A Car zusammen. Chrysler schloss General Rent A Car 1993 und verkaufte dieses Unternehmen im Jahre 1994. Die übriggebliebenen Dollar und Thrifty wurden 1997 in ein eigenständiges Tochterunternehmen Dollar Thrifty Automotive Group überführt. In Deutschland wurde 2004 mit dem Lizenznehmer Terstappen ein Vertrag mit Dollar Rent A Car abgeschlossen.